# Schweinepolka
Schweinepolka (Originaltitel: Pigs in a Polka; Alternativtitel: Die Schweinepolka, Schweine-Polka, Drei kleine Schweinchen, Der Große Böse Wolf) ist ein US-amerikanischer Zeichentrick-Kurzfilm von Friz Freleng aus dem Jahr 1943, nach einem englischen Märchen.

## Handlung
Die drei kleinen Schweinchen bauen sich jeweils ein Haus: Das erste Schweinchen baut sich eines aus Stroh, das zweite eines aus Streichhölzern, das sofort wieder zusammenfällt, und das dritte eines aus Stein.
Der große böse Wolf erscheint in der Gestalt einer Zigeunertänzerin und animiert das erste und das zweite Schweinchen zum Mittanzen. Erst dann merken die beiden, dass der Wolf vor ihnen steht, und flüchten in das Strohhaus. Das setzt der Wolf in Brand und beide Schweinchen eilen weiter zum Holzhaus, das sie in großer Eile aus Streichhölzern wieder aufbauen und das anschließend erneut sofort zusammenfällt. Die beiden Schweinchen rennen nun ins Steinhaus, das der Wolf vergeblich zu bezwingen versucht.
Der Wolf verkleidet sich nun als arme Geigenspielerin und lässt sich vor dem Steinhaus künstlich mit Schnee berieseln. Obwohl das dritte Schweinchen erkennt, dass der Wolf vor der Tür steht, holen die anderen beiden „die arme Frau“ ins Haus. Der Wolf gibt sich zu erkennen und es kommt zur Verfolgungsjagd durch das Steinhaus. Am Ende rennen die drei Schweinchen zum Aufzug, der sie nach unten fährt. Auch der Wolf glaubt, in einen Aufzug zu steigen, steht stattdessen jedoch im Aufzugsschacht und fällt den Schweinchen schließlich buchstäblich vor die Füße.

## Produktion
Schweinepolka ist eine Parodie auf das Märchen Die drei kleinen Schweinchen. Eine Besonderheit ist, dass sämtliche Handlungen des Kurzfilms synchron zur Filmmusik, den Ungarischen Tänzen von Johannes Brahms, ablaufen. In Auszügen zu hören sind die Stücke Nr. 5, 6, 7 und 17.
Schweinepolka kam am 2. Februar 1943 als Teil der Trickfilmserie Merrie Melodies von Warner Bros. in die Kinos.

## Synchronisation
| Rolle                                  | Originalsprecher |
| -------------------------------------- | ---------------- |
| Erstes Schweinchen                     | Bea Benaderet    |
| Zweites Schweinchen                    | Sara Berner      |
| Drittes Schweinchen, Großer böser Wolf | Mel Blanc        |

## Auszeichnungen
Schweinepolka wurde 1943 für einen Oscar in der Kategorie „Bester animierter Kurzfilm“ nominiert, konnte sich jedoch nicht gegen Der Fuehrer’s Face durchsetzen.